# Wresat

Visão em corte do satélite WRESAT.

O WRESAT - abreviação de: Weapons Research Establishment Satellite, foi o primeiro satélite Australiano. Desenvolvido para estudo das interações das radiações solares com a atmosfera superior.
Ele foi lançado da base de Woomera, em 29 de Novembro de 1967, por um foguete chamado Sparta, que nada mais era que um foguete PGM-11 Redstone americano com dois estágios superiores movidos a combustível sólido. Este lançamento, fez da Austrália o sétimo país a colocar um satélite em órbita.
O satélite WRESAT pesava 45 kg, e tinha a forma de um cone com 1,59 m e 76 cm de diâmetro. Ele permaneceu conectado com o terceiro estágio com uma altura total de 2.17 m. O WRESAT circundava a Terra numa órbita polar, até que reentrou na atmosfera após 642 órbitas em 10 de Janeiro de 1968, sobre o oceano Atlântico. Como ele usava baterias, enviou dados apenas durante as primeiras 73 órbitas.